# Krátký meč

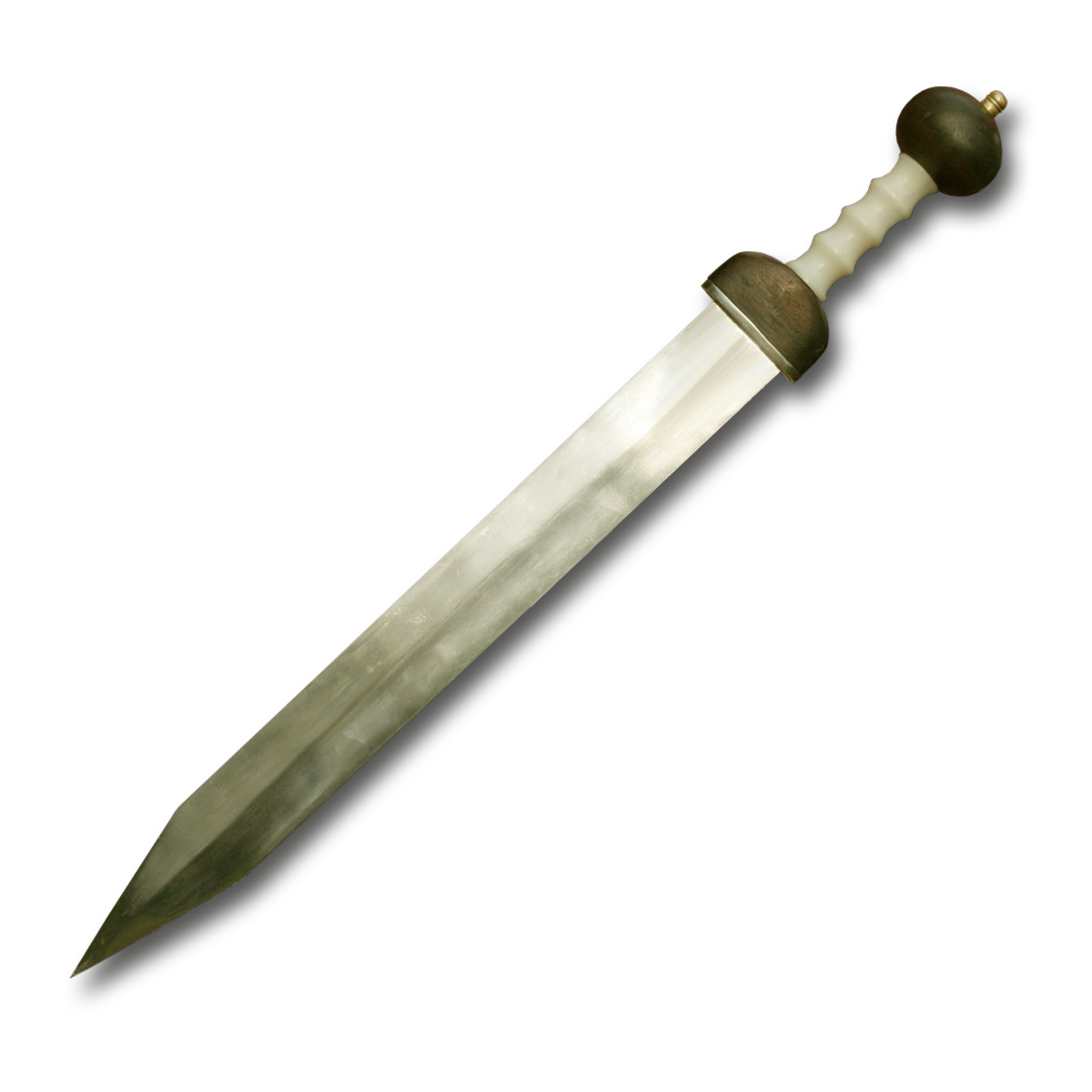
Římský krátký meč.

Krátký meč je většinou označení pro meč, který je do jedné ruky a je kratší než 1 metr. Jeho výhodou je, že je lehký a při jeho používání může dotyčný držet v druhé ruce štít, nebo druhý meč. 

## Typy krátkých mečů
- Gladius
- Katzbalger
- Schiavona
- Spatha
- Xífos